# 唐玄度
唐玄度（？—？），字彥升。唐朝書法家。唐文宗時人，曾任翰林待诏朝议郎守梁王府司马上柱国赐绯鱼袋，奉敕为《大唐故安王墓志铭并序》篆额；官至翰林待詔朝議郎、楚州司兵參軍，工書法，尤精小學。歐陽修《集古錄》謂：“玄度以書自名于一時，其筆法柔弱，非複前人之體，而流俗妄稱借之爾。”

## 藝術成就
唐玄度自創十體，“曰：古文、大篆、小篆、八分、飞白、薤叶、悬针、垂露、鸟书、连珠。网罗古今绳墨，盖亦无遗。”黃伯思《東觀餘淪》亦評曰：“玄度十體中作飛白書與散隸相近，但增縹緲縈舉之勢，又全用楷法”。著有《九經字樣》。有弟唐玄序，亦工書法。